# Jean-Christophe Averty
Jean-Christophe Averty (6 de agosto de 1928-4 de marzo de 2017) fue un presentador y director de radio y televisión de nacionalidad francesa.
A partir de los años 1960 revolucionó la pequeña pantalla emitiendo programas con los más importantes cantantes, desde los más veteranos a los más jóvenes de la generación yeyé, entre ellos Johnny Hallyday, Françoise Hardy, Eddy Mitchell, Gilbert Bécaud, Sylvie Vartan, Serge Gainsbourg, Dalida o Yves Montand.
Muchas de sus producciones televisivas lo convirtieron en un precursor del videoarte en Francia. Fue uno de los últimos directores a sueldo de la Société française de production (SFP) y, durante largo tiempo, el único director de la ORTF cuyas emisiones se vendieron en el extranjero.
Gran conocedor del jazz, Averty rodó durante años en el Festival Jazz à Juan, por el cual pasaron todos los grandes músicos del género.
Fue también una de las voces de France Inter y France Culture, sobre todo con el programa radiofónico Les Cinglés du music-hall.

## Biografía

### Familia
Nacido en París, Francia, sus padres eran Charles Averty, ferretero, y Rosalie Douillard, institutriz.

### Formación e inicios
Tras sus estudios en la École alsacienne, el Liceo Montaigne y el Liceo Louis-le-Grand, Jean-Christophe Averty ingresó en la École nationale de la France d'outre-mer, pero renunció a ella para estudiar derecho, letras, inglés y filología. Estudió después y se diplomó en el Institut des hautes études cinématographiques (IDHEC, promoción 1948-50). Trabajó en un banco de animación para los Walt Disney Studios en Burbank en los años 1950 antes de debutar en la televisión francesa el 16 de noviembre de 1952 como ayudante de René Lucot.

### Carrera
Jean-Christophe Averty se inició como director en 1956 ; produjo cerca de un millar emisiones televisivas y casi el doble radiofónicas, dedicadas al jazz, el deporte, el circo, la moda, las variedades y, sobre todo, el teatro dramático.
Ganó su reputación gracias a su temperamento, su gusto por la provocación y la innovación televisual. Su serie Les Raisins verts (1963) motivó un gran escándalo. Galardonado en los Estados Unidos con un Premio Emmy por su programa, no cesó en sus intentos de revolucionar el medio audiovisual francés.
Averty frecuentó los medios existencialistas del barrio de Saint-Germain-des-Prés y trabajó en producciones teatrales que implicaban a Cocteau o a Picasso.
En 1965 dirigió Ubu roi, adaptación a la televisión de la pieza de Alfred Jarry, repleta de efectos especiales electrónicos e interpretada por Jean Bouise, Rosy Varte, Hubert Deschamps y Henri Virlogeux, telefilm emitido por la ORTF.
Dirigió en 1971 un mega-videoclip que ilustraba el álbum concepto Historia de Melody Nelson, compuesto por Serge Gainsbourg, y en el cual aparecía Jane Birkin.
Las creaciones televisivas de Averty utilizaban el video y el croma, con personajes filmados sobre un fondo azul. Esa técnica le permitió realizar Les Facéties du sapeur Camember a partir de la obra de Marie Louis Georges Colomb, conocido como « Christophe », además de una versión de Chantecler, pieza de Edmond Rostand.
En 1969 dirigió el gran telefilm Le Songe d'une nuit d'été, primer film completo en croma, en el cual los actores (Claude Jade, Christine Delaroche, Jean-Claude Drouot…) actuaban sobre un escenario desnudo.
Averty fue uno de los últimos directores a sueldo de la Société française de production y, durante largo tiempo, el único realizador de la ORTF cuyas emisiones se vendieron en el extranjero.
Apasionado seguidor de Alfred Jarry y de la patafísica, fue sátrapa del Colegio de Patafísica en el año 1990.
Uno de los programas con los que más colaboró fue Des Papous dans la tête, emitido por France Culture.

### Últimos años
En 2012, Jean-Christophe Averty confió la gestión, conservación y salvaguarda de los derechos del conjunto de sus obras televisuales y radiofónicas al Institut national de l'audiovisuel (INA) — cerca de un millar de emisiones televisivas sobre jazz, deporte, circo, moda, variedades o teatro.

### Vida privada
Jean-Christophe Averty había estado casado con la actriz Marie-Blanche Vergne, muerta prematuramente por un cáncer en 1989, con la que tuvo tres hijos.
Su hija, Karine Averty, fue primera bailarina del Ballet de la Ópera de París.

## Música

### Director amante de la música
Jean-Christophe Averty dirigió espectáculos televisivos, con su singular estilo, en los que actuaban cantantes como Gilbert Bécaud, Georges Brassens, Julien Clerc, Dalida, Léo Ferré, Serge Gainsbourg, France Gall, Juliette Gréco, Johnny Hallyday, Gérard Manset, Guy Marchand, Yves Montand, Tino Rossi, Jean Sablon, Sylvie Vartan, etc. Maurice Chevalier alabó su precisión, comparable a la de Ernst Lubitsch.
Gran conocedor del jazz, Averty filmó a lo largo de numerosos años el festival Jazz à Juan, en el que actuaban los grandes artistas del género. Estas producciones (más académicas que otras) tuvieron un renombre internacional. El pianista Martial Solal le rindió homenaje con la composición Averty, c'est moi.

### Les Cinglés du music-hall
Coleccionista de discos de 78 RPM de jazz y variedades, adquiridos en mercados de todo el mundo, Jean-Christophe Averty presentó durante veintiocho años, hasta su última emisión en 2006, el programa de radio Les Cinglés du music-hall (1805 episodios). El programa permitió establecer una relación de intercambio con los oyentes, y a lo largo de su trayectoria permitió al público descubrir o redescubrir a numerosos artistas, como Yvette Guilbert, Fréhel, Georgius, Joséphine Baker o Ray Ventura.

## Cine

### Cortometrajes
- 1952 : Vacances à la mer
- 1962 : Ce soir spectacle
- 1963 : Encore dimanche
- 1964 : La Cage aux oiseaux

### Publicidad
1991 : Renault 91 : le rayon X - 2 versions : 45 s et 30 s

## Radio
- 1978-2006 : Les Cinglés du music-hall, France Inter y France Culture
- 1989 : Le Roi Bombance, France Culture
- Jazz pour les Happy Few, France Culture
- participación en Des Papous dans la tête, France Culture

## Teatro
- 1964 : Rien que des monstres, de Jean-Christophe Averty, escenografía de Jean-Christophe Averty
- 1965 : The Boy Friend de Sandy Wilson, escenografía de Jean-Christophe Averty y Dirk Sanders, Théâtre Antoine
- 1967 : Las flores del mal, de Charles Baudelaire, escenografía de Jean-Christophe Averty, Théâtre des Remparts y Festival internacional de Provins
- 1982 : Carmen, de Prosper Mérimée y Georges Bizet, escenografía de Jean-Christophe Averty, Ópera Nacional de Lyon
- 1991 : On purge bébé, de Georges Feydeau, escenografía de Jean-Christophe Averty, Théâtre des Bouffes du Nord

## Premios
- 1963 : Prix Bête et Méchant de Hara-Kiri
- 1964 : Premios Emmy : Premio al mejor programa extranjero por Les Raisins verts (1963-64)
- 1964 : Premio de la crítica de cine y televisión
- 1964 : Premio de la prensa en el Festival Rose d'Or
- 1965 : Faraón de oro al mejor programa en el Festival de Alejandría por Bonsoir mes souvenirs-Show Line Renaud (1963)
- 1965 : Rosa de bronce en el Festival Rose d'Or por Happy New Yves-Show Yves Montand (1964)
- 1966 : Mención especial en el Festival de Televisión de Montecarlo por Ann (1965)
- 1969 : Gran Premio al conjunto de su obra en los Rencontres internationales de Lure
- FIPA de oro del Festival internacional de programas audiovisuales de Biarritz
- 1979 : Premio a la mejor emisión del año 1979 de la Asociación francesa de críticos e informadores de radio y televisión por Les Cinglés du music-hall
- 1979 : Premio del primer festival audiovisual de Royan por Les Cinglés du music-hall
- 1990 : 7 d'or de honor

## Vídeos
- Mireille Dumas y Philippe Rouget, Les Trésors cachés des variétés - Jean-Christophe Averty, 2017.